# Violència de gènere aïlladora
La violència de gènere aïlladora és aquella que s'exerceix contra les persones que donen suport a les víctimes de violència de gènere, és a dir, és un tipus de violència mitjançant el qual es pretén detenir el suport envers la víctima directa i ocultar la violència. Les persones agressores pretenen així aïllar les víctimes d'altres persones que els poden ajudar a superar la violència que sofreixen, perquè si ningú els fa costat es troben aïllades i disminueixen les possibilitats de superar la situació.
El temor a possibles represàlies és identificat com la principal raó per a no intervenir en situacions de violència de gènere. La por a les represàlies provoca que diferents víctimes de violència de gènere no puguin rebre l'ajuda de la seva xarxa informal (amistats, familiars, membres de la comunitat), agreujant així el seu aïllament. De fet, la xarxa informal pot ser menys propensa a mostrar suport a les dones quan temen per la seva pròpia seguretat. Així, s'han impulsat iniciatives perquè les polítiques establertes per a protegir les supervivents de violència de gènere també protegeixin aquelles xarxes de suport que es posicionen contra la violència i ofereixen ajuda a la víctima. Així mateix, el temor a sofrir violència de gènere aïlladora pot provocar que la víctima no vulgui compartir les seves vivències amb la seva xarxa d'ajuda, per a així evitar que sofreixin aquestes represàlies. Algunes dones fins i tot arriben a tallar intencionalment les connexions amb la seva xarxa informal perquè l'agressor no pugui trobar-los.

## Origen del concepte
Prèviament, hom es referia a aquest tipus de violència sota el concepte d'assetjament sexual de segon ordre, anomenat per Billie Dziech i Linda Weiner, però des del 2016 s'ha estat treballant per a definir el concepte i formular el nom de la violència de gènere aïlladora (IGV per les seves sigles en anglès). Aquest nou concepte es va generar a causa de tres limitacions que es van identificar amb l'anterior concepte:
- La primera i més important limitació és la falta d'impactes científics, polítics i socials que havia tingut el concepte.
- La segona limitació és la necessitat de tenir un concepte per a tots els tipus de violència de gènere i no sols l'assetjament sexual.
- La tercera limitació és que el "segon ordre" no reflecteix el que està ocorrent; es tracta de violència tant contra els qui ajuden a les víctimes com contra les víctimes directes per a aïllar-les i garantir la impunitat.

La construcció d'aquest nou concepte i nom es va dur a terme a través d'un procés dialògic en el qual es van incloure persones diverses del camp de la ciència, la política, els governs, organitzacions socials, així com supervivents i altres membres de la comunitat. Aquest nou terme permet recollir tots els tipus de violència de gènere (no solament l'assetjament sexual), donant una perspectiva més àmplia a la violència de gènere, i ajuda a determinar que l'objectiu d'aquesta mena de violència exercida contra els qui fan costat a les víctimes és, precisament, aïllar-les.

## Legislació
El desembre de 2020, el Parlament de Catalunya va aprovar mitjançant l'article 4.3 la primera legislació del món contra aquesta forma de violència sota el nom de Violència de Segon Ordre. S'hi defineix de la següent manera:
Consisteix en la violència física o psicològica, les represàlies, les humiliacions i la persecució exercides contra les persones que fan costat a les víctimes de violència masclista. Inclou els actes que impedeixen la prevenció, la detecció, l'atenció i la recuperació de les dones en situació de violència masclista.
Així doncs, en la normativa catalana s'aborda una nova categoria d'assetjament que sorgeix legalment quan la persona sofreix algun tipus de mal degut a ajudar i protegir els que sofreixen assetjament sexual. Ni les Directives Europees que van incorporar les definicions d'assetjament ni la regulació estatal de transposició realitzada a través de La Llei orgànica 3/2007 de 22 de març per a la igualtat efectiva de dones i homes van incorporar explícitament aquesta categoria legal d'assetjament, ni tampoc van esmentar l'atenció legal que mereixen aquells que conscientment i voluntàriament decideixen ajudar, defensar i protegir aquells que poden passar per situacions d'aquesta naturalesa. Per tant, la llei catalana constitueix la primera vegada que es legisla l'assetjament sexual de segon ordre. Gairebé dos anys més tard, el març de 2022, el Parlament Basc també va aprovar la legislació sobre violència de gènere aïlladora i es va convertir d'aquesta manera en la segona cambra legislativa del món a aprovar una legislació sobre aquest fenomen. Ho va fer mitjançant l'article 50.4 de la Llei per a la igualtat de dones i homes, on estableix el següent:
Es considera així mateix violència masclista contra les dones la violència exercida contra les persones que fan costat a les víctimes, així com l'exercida contra el seu entorn pròxim o afectiu, especialment contra els fills i filles o altres familiars, amb la voluntat d'afligir a la dona.

## Impacte en la salut i el benestar de les víctimes
La violència de gènere aïlladora provoca sofriment a les persones defensores amb conseqüències de salut i benestar; però també provoca sofriment en les víctimes directes de la violència de gènere quan veuen el sofriment i l'aïllament dels qui les han secundat.